# Dichtheidsstroming
Een dichtheidsstroming is een stroming die optreedt als in een vloeistof verschillende dichtheden voorkomen. In de vloeistofdynamica is een dichtheidsstroom een voornamelijk horizontale stroming die wordt aangedreven door een dichtheidsverschil in een vloeistof of vloeistoffen en die daardoor wordt gedwongen horizontaal te stromen door bijvoorbeeld een plafond. Zwaartekrachtstromingen kunnen worden gezien als eindig qua volume, zoals de pyroclastische stroom van een vulkaanuitbarsting, of als continu aangevoerd vanuit een bron, zoals warme lucht die in de winter de open deur van een huis verlaat. Andere voorbeelden zijn stofstormen, troebelheidsstromen, lawines, lozingen uit afvalwater of industriële processen in rivieren, of rivierlozingen in de oceaan. Bij (zee)water hangt de dichtheid af van de temperatuur en het zoutgehalte.
In dit artikel wordt als voorbeeld gewerkt met een dichtheidsstroom in water veroorzaakt door lagen water met een verschillende dichtheid (zoet water en zout water), maar het werkt identiek voor koud en warm water, of verschillende vloeistoffen (olie en water). Ook bij gassen treedt dit verschijnsel op.

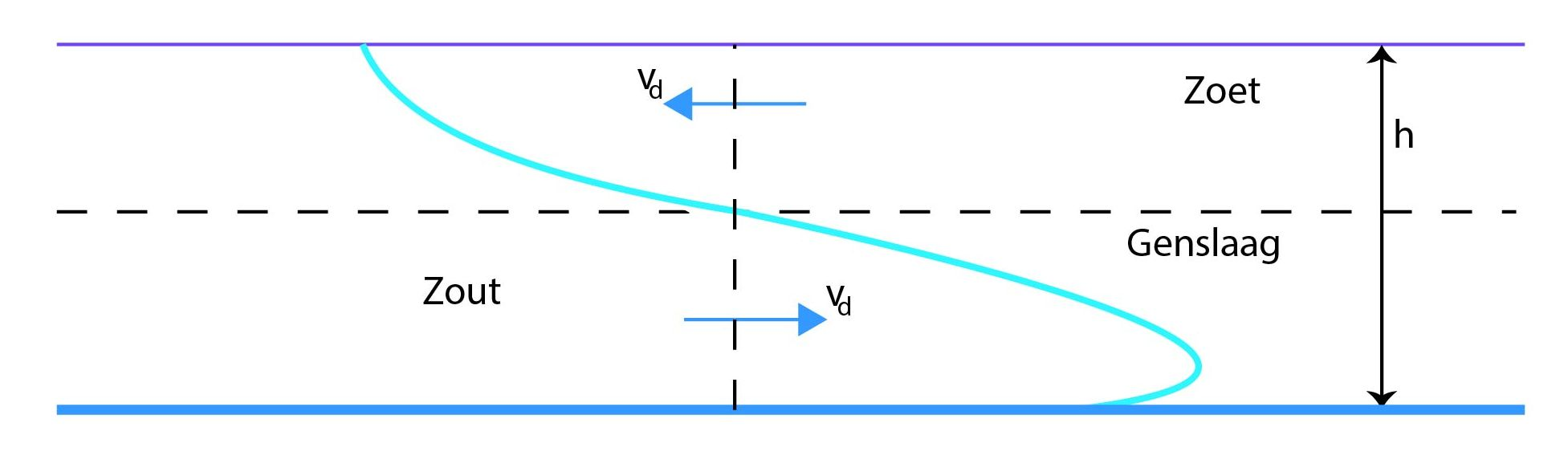
Zouttong bij een overgang van zoet naar zout water (bijv. bij een sluis)

Als er een situatie is waar bijv. links van een scheidslijn zout water is, en rechts van die lijn zoet water en die scheiding wordt plotseling opgeheven dan ontstaat door het drukverschil een stroming. Aan de onderzijde stroomt het zwaardere zoute water het zoete gebied in, terwijl aan de oppervlakte het zoete water het zoute gebied in stroomt. Deze situatie doet zich bij voorbeeld voor bij een sluis aan zee (bijvoorbeeld bij de sluizen van IJmuiden).

## Dichtheidsstroming en het getij

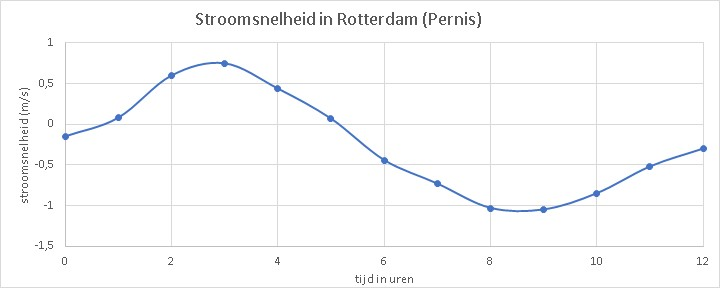
Stroomsnelheid in Het Scheur bij Pernis

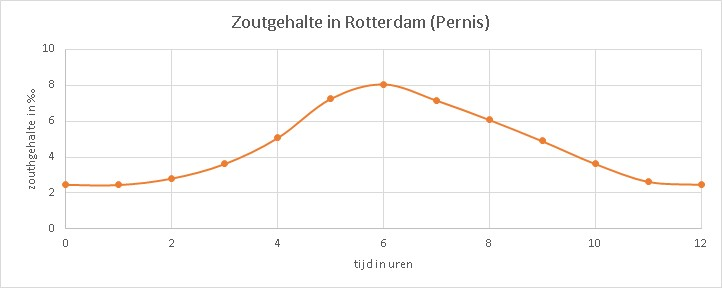
Zoutgehalte in Het Scheur bij Pernis

Zout water komt tijdens opkomend tij een estuarium binnen, tenzij er meer dan voldoende zoetwaterstroming in de rivier is om het gehele getijprisma tijdens de fase van opkomend tij volledig te vullen. Er zijn maar weinig rivieren die het hele jaar door voldoende afvoer hebben om het binnendringen van zout water, tenminste af en toe, te voorkomen. Sterker nog, vaker is het tegendeel waar: er is zelden voldoende stroming om het binnendringen van zout water te voorkomen. Verwacht mag worden dat het zoutgehalte op een bepaald punt in een rivier varieert afhankelijk van het getij. Omdat het zoute water uit de zee komt, moet het maximale zoutgehalte rond het moment van hoog water worden verwacht. In bijgaande figuren is de stroomsnelheid en het zoutgehalte gegeven voor een punt in Het Scheur bij Pernis (Rotterdam). Een positieve stroomsnelheid is een vloedstroom (dus een landwaartse stroming).
In dit voorbeeld wordt het maximum van het zoutgehalte kort na de hoogwaterkentering bereikt. Het zoutgehalte in zee is ongeveer 35 ‰. Dus we hebben bij Pernis (23 km van zee) al duidelijk minder zout water. Dichter bij zee wordt het zoutgehalte hoger, en verder landwaarts wordt het lager (in normale situaties is het ten oosten van de Brienenoordbrug zoet). De mate van vermenging van zoet en zout water hangt af van het getijprisma en de rivierafvoer.

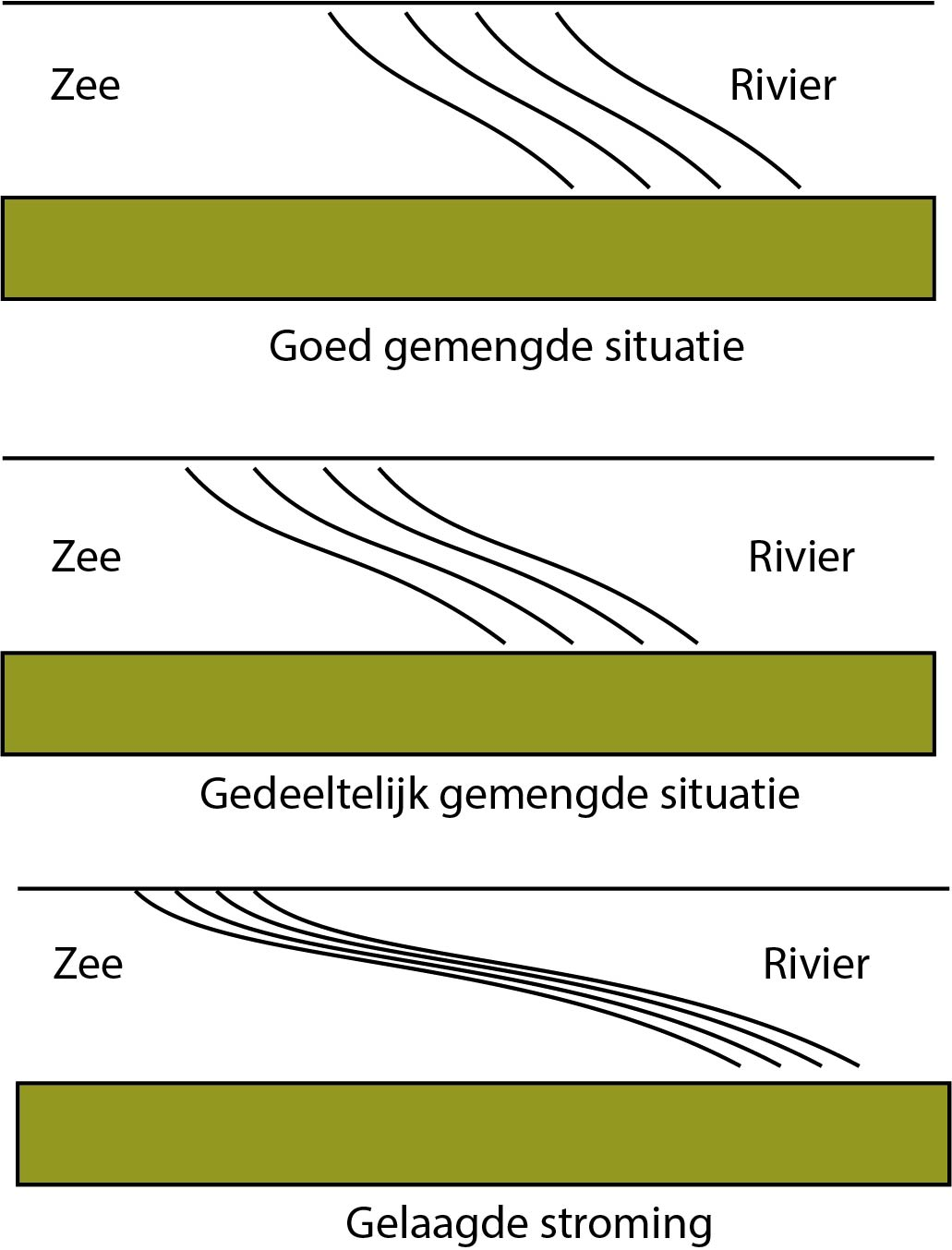
Schematische weergave van dichtheid in een riviermond

De mengparameter kan berekend worden met:
{\displaystyle M={Q_{r}T \over P}}
waarin:
{\displaystyle M} = mengparameter
{\displaystyle Q_{r}} = de zoetwater rivierafvoer (m3/s)
{\displaystyle P} = getijprisma (m3)
{\displaystyle T} = de periode van het getij (ongeveer 45000 s of 12½ uur)
In bijgaande schets is een beeld gegeven van de haloclinen (lijnen van gelijk zoutgehalte) Een goed gemengde situatie heeft een waarde van M van minder dan 0,1 en een gelaagde stroming ontstaat bij waarden van M groter dan 1. Aan de linkerkant van de schetsen is het zoutgehalte het hoogste.
Bij een gelaagde stroming ontstaat dus een zouttong. Aan de bodem is het water zout, bij de oppervlakte veel zoeter. Door de invloed van het getij schuift deze zouttong met het getij heen en weer. In de grafiek van het zoutgehalte bij Pernis is het over de diepte gemiddelde zoutgehalte gegeven. Bij een constante rivierafvoer en een getijloze zee (zoals de Middellandse Zee) verschuift de zouttong niet, en blijft op een vast punt in de rivier liggen.

## De zouttong
Een zouttong (ook wel zoutwig genaamd) ontstaat als een zoetwaterrivier uitmondt in een zoute zee. Het zeewater dringt langs de rivierbodem binnen onder het zoete afvoerwater (want het zoute water is zwaarder). De lengte van de binnendringende tong wordt bepaald door een evenwicht tussen de wrijving langs het grensvlak en de horizontale drukgradiënt die voortvloeit uit de helling van het grensvlak. Wanneer strikt aan dit evenwicht wordt voldaan, bevindt de zouttong zich in een stabiele positie, waarbij het zoete water zeewaarts over het oppervlak stroomt en zich in een dunne oppervlaktelaag op zee verspreidt. De lengte van deze wig is van groot belang, want daaruit volgt hoever de zoutproblemen de rivier opkomen. Schijf en Schonfeld (1953) hebben een uitdrukking afgeleid voor de lengte van zo'n tong in een prismatisch, horizontaal, rechthoekig kanaal dat uitmondt in een oneindige, getijloze zee. Als er geen vermenging plaatsvindt over het grensvlak, is hun vergelijking:
{\displaystyle L_{w}={{2h} \over f}\left[{\frac {1}{5F^{2}}}-2+3F^{2/3}-{\frac {6}{5}}F^{4/3}\right]}
waarin:
{\displaystyle F={\frac {v_{r}}{\sqrt {\delta gh}}}}
{\displaystyle \delta } = relatieve dichtheid van rivierwater t.o.v. zeewater, dus {\displaystyle (\rho _{z}-\rho _{r})/{\rho _{r}}}
{\displaystyle v_{r}} = stroomsnelheid van de rivier bovenstrooms (m/s)
{\displaystyle L_{w}} = lengte van de zouttong (m)
{\displaystyle h} = waterdiepte (m)
{\displaystyle f} = een parameter die afhangt van de schuifspanning, is ongeveer 0,1
{\displaystyle \rho _{r}} = dichtheid zoet water (kg/m3)
{\displaystyle \rho _{z}} = dichtheid zout water (kg/m3)
De dichtheid van water is een functie van de temperatuur en het zoutgehalte. Deze waarde kan benaderd worden met:blz 1.4
{\displaystyle \rho =1000+0,805S+0,0166|{t-4+0,212S}|^{1,69}}
waarin:   
{\displaystyle \rho } dichtheid van water in kg/m3
{\displaystyle S} zoutgehalte (saliniteit) in ‰
{\displaystyle t} temperatuur in°C
Voor een praktische situatie bij een waterdiepte van 10 m en een stroomsnelheid in de rivier van 0,2 m/s geeft dit een zouttonglengte van ongeveer 2,7 km.
In werkelijkheid is de situatie veel complexer, omdat de rivierafvoer constant veranderd en de meeste riviermonden geen mooi prismatisch kanaal zijn. De Nieuwe Waterweg komt aardig in de richting, In de Schelde ligt in de winter (met veel zoetwaterafvoer) de zouttong net bovenstrooms van Antwerpen, in de zomer is de Schelde vaak zout tot Gent. Omdat de Schelde daar niet zo diep is, is de zouttong ook niet zo lang.

### Effecten van een zouttong
De effecten van een zouttong zijn niet altijd duidelijk, omdat een zouttong niet direct waarneembaar is. Een onverwacht probleem met een zouttong deed zich voor bij het afzinken van het tweede element van de Maasdeltatunnel in de Blankenbergverbinding tussen Vlaardingen en Rozenburg. Tijdens het afzinken op 29 april 2023 knapte een lierkabel; het was in eerste instantie onduidelijk hoe dat kwam. Men kon geen fouten in de kabels, lieren en dergelijke vinden. Uit nader waterloopkundig modelonderzoek met rekenmodellen bleek het probleem in de zouttong te zitten. Bij vloed komt deze tong over de bodem langs deze locatie. Daar was rekening mee gehouden. Maar doordat er een cunet gebaggerd was, zakte de tong daarin, en liep niet direct door on oostelijke richting. De tong bleef daardoor op dat moment stil staan en dwong het zoute water om over de zouttong heen te stomen. De stroomsnelheid in de bovenlaag werd daardoor aanzienlijk hoger dan verwacht was, wat een te grote belasting op de kabels gaf.

Hoe dieper het water is, hoe verder de zouttong zandwaarts kan indringen. Bij de Nieuwe Waterweg is dat een reden geweest om deze gedeeltelijk te verondiepen.
Een ander effect van de dichtheidsverschillen in een rivier is dat dit voor extra aanslibbing kan zorgen. Door een verhoging van het zoutgehalte als de rivier bij zee komt, kunnen de slibdeeltjes in het rivierwater flocculeren en daardoor makkelijker sedimenteren. Ook is door de aanwezigheid van een zouttong de stroomsnelheid bij de bodem anders dan bij de oppervlakte, en op een bepaald punt is geen snelheid aan de bodem meer. Op dat punt vindt zowel aanslibbing als aanzanding plaats.